# Carl Gottlieb Rasp
Carl Gottlieb Rasp, auch Carl Gottlob Rasp (* 25. Mai 1752 in Dresden; † Dezember 1807 ebenda), war ein deutscher Miniaturmaler und Kupferstecher.

## Leben und Wirken
Carl Gottlob Rasp war der Sohn des Dresdner Schwertfegers und kurfürstlichen Rüstkammerbediensteten Johann David Rasp. Er arbeitete zunächst mehrere Jahre als Schwertfeger, besuchte in Dresden die Allgemeine Kunst-Akademie der Malerei, Bildhauer-Kunst, Kupferstecher- und Baukunst im freien Unterricht zum Zeichnen und wurde ab 1771 beim italienischen Kupferstecher und Radierer Lorenzo Zucchi, der als Hofkupferstecher an der Kunstakademie wirkte, zum Kupferstecher ausgebildet. Im Jahr 1772 erhielt er die Qualifikation zur Ausbildung an der Akademie, wurde 1779 fest angestellt und wirkte in der Folge mit wenigen Unterbrechungen als Kupferstecher an der Kunstakademie. Im Jahr 1791 nahm er einen Ruf nach Polen an, stach Werke nach Zeichnungen von Franciszek Smuglewicz und erhielt 1792 vom polnischen König Stanislaw August Poniatowski eine goldene Medaille zum Dank für seine gefertigten Arbeiten. Der Kupferstecher Johann Gottfried Schmidt (1764–1803) war sein Schüler.
Carl Gottlob Rasp wohnte als Pensionär in Dresden am Festungsgraben. Er wurde im August 1805 als wirkliches Mitglied in die Kunstakademie Dresden aufgenommen.
Ein unbenanntes Porträt mit der Kennzeichnung C. G. Mietzsch pinx. und C. G. Rasp sc. wird Carl Gottlob Rasp als Selbstporträt zugeordnet.
Von seiner Korrespondenz sind 2 Briefe vom Mai 1783 an den Buchhändler und Verleger Philipp Erasmus Reich im Nachlass des Lehrers und Kunsthistorikers Ernst Sigismund erhalten.

## Werke (Auswahl)
nach Marcello Bacciarelli
- C. H. ab Heineken

- Veröffentlichung: Frontispiz Neue Bibliothek der schönen Wissenschaften und freyen Künste, Band 26, 1, Leipzig 1781

nach Anton van Dyck
- Bildnis eines Herrn im Pelz (Fürst Rhodokanakis-Giustiniani von Chios)

- Bildnis eines Geharnischten mit roter Armbinde

nach Heinrich Friedrich Füger
- Johann Andreas von Segner

nach Johann Philipp Ganz
- Helfrich Peter Sturz

nach Anton Graff
- Friedrich August. König von Sachsen, Grosherzog von Warschau etc. etc.

- Maria Amalia Augusta Churfürstin von Sachsen

- Christian Heinrich Hänel

nach Anton Raphael Mengs
- Anton Raphael Mengs

nach Christian Gottlob Mietzsch (1742–1800)
- Der Traum Jakobs mit der Himmelsleiter

- Carl Gottlob Rasp

nach Antoine Pesne
- Mädchen mit Tauben und Hühnern

nach Andreas Scheits
- Gottfried Wilhelm Leibniz

nach Franciszek Smuglewicz
- Boleslaw Chrobry